# Grand Prix Japonska 1998
Grand Prix Japonska 1998 (XXIV Fuji Television Japanese Grand Prix), byl 16. závod 49. ročníku mistrovství světa jezdců Formule 1 a 40. ročníku poháru konstruktérů, historicky již 630. grand prix, se již tradičně odehrála na okruhu v Suzuce.

## Výsledky

### Kvalifikace
| Pořadí            | Číslo | Pilot                 | Konstruktér           | Čas      | Odstup |
| ----------------- | ----- | --------------------- | --------------------- | -------- | ------ |
| 1                 | 3     | Michael Schumacher    | Ferrari               | 1:36.293 |        |
| 2                 | 8     | Mika Häkkinen         | McLaren - Mercedes    | 1:36.471 | +0.178 |
| 3                 | 7     | David Coulthard       | McLaren - Mercedes    | 1:37.496 | +1.203 |
| 4                 | 4     | Eddie Irvine          | Ferrari               | 1:38.197 | +1.904 |
| 5                 | 2     | Heinz-Harald Frentzen | Williams - Mecachrome | 1:38.272 | +1.979 |
| 6                 | 1     | Jacques Villeneuve    | Williams - Mecachrome | 1:38.448 | +2.155 |
| 7                 | 10    | Ralf Schumacher       | Jordan - Mugen-Honda  | 1:38.461 | +2.168 |
| 8                 | 9     | Damon Hill            | Jordan - Mugen-Honda  | 1:38.603 | +2.168 |
| 9                 | 6     | Alexander Wurz        | Benetton - Playlife   | 1:38.959 | +2.666 |
| 10                | 5     | Giancarlo Fisichella  | Benetton - Playlife   | 1:39.080 | +2.787 |
| 11                | 15    | Johnny Herbert        | Sauber - Petronas     | 1:39.234 | +2.941 |
| 12                | 14    | Jean Alesi            | Sauber - Petronas     | 1:39.448 | +3.155 |
| 13                | 11    | Olivier Panis         | Prost - Peugeot       | 1:40.037 | +3.744 |
| 14                | 12    | Jarno Trulli          | Prost - Peugeot       | 1:40.111 | +3.818 |
| 15                | 17    | Mika Salo             | Arrows                | 1:40.387 | +4.094 |
| 16                | 18    | Rubens Barrichello    | Stewart - Ford        | 1:40.502 | +4.209 |
| 17                | 21    | Toranosuke Takagi     | Tyrrell - Ford        | 1:40.619 | +4.326 |
| 18                | 16    | Pedro Diniz           | Arrows                | 1:40.687 | +4.394 |
| 19                | 19    | Jos Verstappen        | Stewart - Ford        | 1:40.943 | +4.650 |
| 20                | 22    | Šindži Nakano         | Minardi - Ford        | 1:41.315 | +5.022 |
| 21                | 23    | Esteban Tuero         | Minardi - Ford        | 1:42.358 | +6.065 |
| Nekvalifikoval se | 20    | Ricardo Rosset        | Tyrrell - Ford        | 1:43.259 | +6.966 |

### Závod
| Pořadí | Číslo | Jezdec                | Konstruktér         | Kola | Čas/odstoupení | Start | Body |
| ------ | ----- | --------------------- | ------------------- | ---- | -------------- | ----- | ---- |
| 1      | 8     | Mika Häkkinen         | McLaren-Mercedes    | 51   | 1:27:22.535    | 2     | 10   |
| 2      | 4     | Eddie Irvine          | Ferrari             | 51   | +6.491         | 4     | 6    |
| 3      | 7     | David Coulthard       | McLaren-Mercedes    | 51   | +27.662        | 3     | 4    |
| 4      | 9     | Damon Hill            | Jordan-Mugen-Honda  | 51   | +1:13.491      | 8     | 3    |
| 5      | 2     | Heinz-Harald Frentzen | Williams-Mecachrome | 51   | +1:13.857      | 5     | 2    |
| 6      | 1     | Jacques Villeneuve    | Williams-Mecachrome | 51   | +1:15.867      | 6     | 1    |
| 7      | 14    | Jean Alesi            | Sauber-Petronas     | 51   | +1:36.053      | 12    |      |
| 8      | 5     | Giancarlo Fisichella  | Benetton-Playlife   | 51   | +1:41.302      | 10    |      |
| 9      | 6     | Alexander Wurz        | Benetton-Playlife   | 50   | +1 kolo        | 9     |      |
| 10     | 15    | Johnny Herbert        | Sauber-Petronas     | 50   | +1 kolo        | 11    |      |
| 11     | 11    | Olivier Panis         | Prost-Peugeot       | 50   | +1 kolo        | 13    |      |
| 12     | 12    | Jarno Trulli          | Prost-Peugeot       | 48   | Motor          | 14    |      |
| Ret    | 22    | Šindži Nakano         | Minardi-Ford        | 40   | Plynový pedál  | 20    |      |
| Ret    | 3     | Michael Schumacher    | Ferrari             | 31   | Pneumatika     | 1     |      |
| Ret    | 21    | Toranosuke Takagi     | Tyrrell-Ford        | 28   | Kolize         | 17    |      |
| Ret    | 23    | Esteban Tuero         | Minardi-Ford        | 28   | Kolize         | 21    |      |
| Ret    | 18    | Rubens Barrichello    | Stewart-Ford        | 25   | Hydraulika     | 16    |      |
| Ret    | 19    | Jos Verstappen        | Stewart-Ford        | 21   | Převodovka     | 19    |      |
| Ret    | 17    | Mika Salo             | Arrows              | 14   | Hydraulika     | 15    |      |
| Ret    | 10    | Ralf Schumacher       | Jordan-Mugen-Honda  | 13   | Motor          | 7     |      |
| Ret    | 16    | Pedro Diniz           | Arrows              | 2    | Vyjetí z trati | 18    |      |
| DNQ    | 20    | Ricardo Rosset        | Tyrrell             |      |                |       |      |

## Konečné pořadí šampionátu
Pohár jezdců
| Pořadí | Jezdec             | Body |
| ------ | ------------------ | ---- |
| 1      | Mika Häkkinen      | 100  |
| 2      | Michael Schumacher | 86   |
| 3      | David Coulthard    | 56   |
| 4      | Eddie Irvine       | 47   |
| 5      | Jacques Villeneuve | 21   |

Pohár konstruktérů
| Pořadí | Konstruktér         | Body |
| ------ | ------------------- | ---- |
| 1      | McLaren-Mercedes    | 156  |
| 2      | Ferrari             | 133  |
| 3      | Williams-Mecachrome | 38   |
| 4      | Jordan-Mugen-Honda  | 34   |
| 5      | Benetton-Playlife   | 33   |